# Бициклизам на Летњим параолимпијским играма
Бициклизам се такмичио на свим Летњим параолимпијским играма од Летњих параолимпијских игара 1984. године. Од првобитног програма од седам друмских трка, овај спорт се сада такмичи и на путу и на стази, а од 2012. године бициклистички програм на Параолимпијским играма је обично трећи по величини у било ком спорту на Играма, иза атлетике и пливања, и трчања на приближно 50 одвојених догађаја.

## Приказ дешавања
| Игре | Година       | Догађаји     | Најуспјешнија селекција |              |
| ---- | ------------ | ------------ | ----------------------- | ------------ |
| 1.   | није одржано | није одржано | није одржано            | није одржано |
| 2.   | није одржано | није одржано | није одржано            | није одржано |
| 3.   | није одржано | није одржано | није одржано            | није одржано |
| 4.   | није одржано | није одржано | није одржано            | није одржано |
| 5.   | није одржано | није одржано | није одржано            | није одржано |
| 6.   | није одржано | није одржано | није одржано            | није одржано |
| 7.   | 1984.        | 7            | Норвешка                |              |
| 8.   | 1988.        | 7            | Јужна Кореја            |              |
| 9.   | 1992.        | 9            | Немачка                 |              |
| 10.  | 1996.        | 23           | Аустралија              |              |
| 11.  | 2000.        | 27           | Аустралија              |              |
| 12.  | 2004.        | 31           | Аустралија              |              |
| 13.  | 2008.        | 44           | Велика Британија        |              |
| 14.  | 2012.        | 50           | Велика Британија        |              |
| 15.  | 2016.        | 50           | Велика Британија        |              |
| 16.  | 2020.        | 51           | Велика Британија        |              |